# 슬라보니아 왕국
슬라보니아 왕국(크로아티아어: Kraljevina Slavonija, 헝가리어: Szlavón Királyság, 라틴어: Regnum Sclavoniae, 독일어: Königreich Slawonien)은 1699년부터 1868년까지 슬라보니아(현재는 크로아티아령), 시르미아(현재는 크로아티아령, 세르비아령)에 걸쳐 존재했던 왕국이다.
1699년 카를로비츠 조약이 체결되면서 합스부르크 군주국에 편입되었으며 1804년부터 1868년까지는 오스트리아 제국의 지배를 받았다. 1868년 크로아티아 왕국과 슬라보니아 왕국이 크로아티아-헝가리 타협을 통해 단일 왕국인 크로아티아-슬라보니아 왕국을 수립하면서 소멸되었다.

## 같이 보기
- 크로아티아 왕국 (합스부르크가)
- 달마티아 왕국
- 슬라보니아